# Ptycz (rejon miński)
Ptycz (biał. Пціч, ros. Птичь) – wieś na Białorusi, w obwodzie mińskim, w rejonie mińskim, w sielsowiecie Chaceżyn, nad rzeką o tej samej nazwie.
W czasach Rzeczypospolitej ziemie te leżały w województwie mińskim. Odpadły od Polski w wyniku II rozbioru. W granicach Rosji wieś należała do ujezdu mińskiego w guberni mińskiej. Ponownie pod polską administracją w latach 1919–1920 w okręgu mińskim Zarządu Cywilnego Ziem Wschodnich.
W 1863, w wyniku represji przeciw powstańcom styczniowym, Ptycz został skonfiskowany przez rząd carski Hektorowi Łapickiemu.
Obecnie w skład wsi wchodzi również Bojarszczyzna, która dawniej była osobną wsią.